# Hitoshi Iwaaki
Hitoshi Iwaaki (jap. 岩明 均 Iwaaki Hitoshi; ur. 28 lipca 1960 w Tokio) – japoński mangaka, znany przede wszystkim z serii Pasożyt, za którą w 1993 roku otrzymał nagrodę Kōdansha Manga.

## Prace
- Fūko no iru mise (4 tomy, 1986–1988)
- Hone no oto (2003)
- Pasożyt (10 tomów, 1990–1995, Kōdansha)
- Tanabata no kuni (4 tomy, 1996–1999)
- Yuki no tōge, tsurugi no mai (2001, Kōdansha)
- Heureka (2001–2002, Hakusensha)
- Historie (od 2003, Kōdansha)